# Nannobisium beieri
Nannobisium beieri är en spindeldjursart som beskrevs av Volker Mahnert 1979. Nannobisium beieri ingår i släktet Nannobisium och familjen spinnklokrypare. Inga underarter finns listade i Catalogue of Life.